# Sueño repetido
Sueño repetido es el nombre del décimo álbum de estudio grabado por el cantautor venezolano Ricardo Montaner. Fue lanzado al mercado por la compañía discográfica WEA Latina el 13 de febrero de 2001. 
El álbum estuvo producido por el desaparecido cantautor, pianista y productor musical argentino-mexicano Bebu Silvetti y cuenta con 10 canciones.

## Lista de canciones
| Sueño repetido |                                             |                                                                                          |          |  |
| N.º            | Título                                      | Escritor(es)                                                                             | Duración |  |
| 1.             | «La clave del amor»                         | Ricardo Montaner, Bebu Silvetti                                                          | 4:18     |  |
| 2.             | «Rey sin trono» (Il mare nei tramonto)      | Renzo Zenobi, Ron Adapt: al español: Ricardo Montaner                                    | 5:17     |  |
| 3.             | «Sueño repetido»                            | Ricardo Montaner, Bebu Silvetti                                                          | 4:21     |  |
| 4.             | «Resumiendo»                                | Ricardo Montaner, Yasmil Marrufo                                                         | 4:32     |  |
| 5.             | «Bésame»                                    | Ricardo Montaner, Jorge Luis Chacín                                                      | 3:58     |  |
| 6.             | «Cada quién con cada cual»                  | Ricardo Montaner, Yasmil Marrufo                                                         | 4:24     |  |
| 7.             | «Vivo en el mar» (Storie di tutti i giorni) | Guido Morra, Mauricio Fabrizio, Riccardo Fogli Adapt: al español: Ricardo Montaner       | 4:32     |  |
| 8.             | «La mitad de un ser»                        | Ricardo Montaner, Bebu Silvetti                                                          | 4:20     |  |
| 9.             | «La novia del sol» (La canción de Evaluna)  | Ricardo Montaner, Manny López                                                            | 4:26     |  |
| 10.            | «Moliendo café»                             | Hugo Blanco Manzo, José Manzo Perroni Adapt: al español: Ricardo Montaner, Bebu Silvetti | 5:18     |  |
| 45:45          |                                             |                                                                                          |          |  |

## Créditos del álbum
- Voz: Ricardo Montaner.
- Arreglos y Programación: Rodolfo Castillo y Yasmil Marrufo.
- Producción, Arreglos y Dirección: Bebu Silvetti.
- Piano y Sintetizadores: Bebu Silvetti.
- Programación: Tim Devine.
- Guitarras: Manny López y Yasmil Marrufo.
- Bajo: Julio Hernández.
- Batería: Orlando Hernández.
- Percusión: Richard Bravo.
- Coros: Yasmil Marrufo en "Resumiendo"
- Cuerdas: VVC Symphonic Strings Orchestra.
- Concertino: Rolf Wilson
- Saxofón: Ed Calle y Gary Lindsay.
- Trompeta: Tony Concepción.
- Trombón: Dana Teboe.
- Ingenieros de Grabación: Alfredo Matheus y Rodolfo Castillo.
- Ingeniero de Mezcla: Alfredo Matheus.
- Ingeniero de Grabación de Cuerdas: Steve Robillard
- Asistentes de Grabación: Alex Castillo y Darren Luke
- Coordinación de Producción: Sylvia Silvetti
- Coordinación Artística: Andy Brown